# The Way We Were (nummer)
"The Way We Were" is een nummer van de Amerikaansese zangeres en actrice Barbra Streisand. Het verscheen op haar gelijknamige album uit 1974. Op 27 september 1973 werd het nummer uitgebracht als de eerste single van het album.

## Achtergrond
"The Way We Were" is geschreven door Alan Bergman, Marilyn Bergman en Marvin Hamlisch en geproduceerd door Marty Paich. Het is gebruikt als het titelnummer van de film The Way We Were. Hamlisch schreef de uiteindelijke melodie voor het nummer, wat een probleem opleverde tussen hemzelf en Streisand, die hem vroeg om een compositie in mineur te schrijven; in plaats daarvan schreef hij het in majeur omdat hij bang was dat de tekst te snel onthuld zou worden. Het nummer was, samen met "All in Love is Fair", "Being at War with Each Other" en "Something So Right", het enige nummer dat speciaal voor het album werd gemaakt, aangezien platenmaatschappij Columbia weinig tijd had om het album te vullen na het succes van de single en de film. Twee andere versies van het nummer verschenen op de soundtrack van de film: naast de originele versie stonden ook een instrumentale versie en een "Finale"-versie op het album.
De tekst van "The Way We Were" is gezongen vanuit het standpunt van Katie Morosky, het karakter dat Streisand in de gelijknamige film speelt. Specifiek gezien gaat het nummer in op haar moeilijke relatie met Hubbell Gardiner, gespeeld door Robert Redford. 

## Ontvangst
Het nummer werd een groot succes in de Verenigde Staten en Canada, waar het een nummer 1-hit werd - in de Verenigde Staten was het het meest succesvolle nummer dat in 1974 in de Billboard Hot 100 heeft gestaan. In Australië bereikte het de zesde plaats, maar in het Verenigd Koninkrijk kwam het niet verder dan positie 31. In Nederland en Vlaanderen bereikte het nummer geen hitlijsten. Het nummer won in 1974 de Academy Awards in de categorie Best Original Song; Hamlisch won ook de prijs in de categorie Best Original Score. Daarnaast kreeg het in 1974 een Golden Globe Award in de categorie Best Original Song en in 1975 een Grammy Award in de categorie Song of the Year.

## Covers
Covers van "The Way We Were" zijn onder anderen gemaakt door Bing Crosby, Il Divo, Me First and the Gimme Gimmes, Brian May met Kerry Ellis, Hans Vermeulen met Sandra Reemer en Andy Williams. Gladys Knight & the Pips bereikten in 1975 de vierde plaats in het Verenigd Koninkrijk en de elfde plaats in de Verenigde Staten met hun cover van het nummer. Hun versie was een combinatie met het nummer "Try to Remember" uit de musical The Fantasticks uit 1960. In 2014 nam Streisand het nummer zelf opnieuw op in duet met Lionel Richie voor haar album Partners.

## NPO Radio 2 Top 2000
| Nummer met noteringen in de NPO Radio 2 Top 2000 | '99 | '00 | '01  | '02 | '03 | '04 | '05 | '06 | '07 | '08 | '09 | '10 | '11 | '12  | '13  | '14  | '15  | '16  | '17  | '18  | '19  | '20  | '21  | '22 | '23  | '24  |
| ------------------------------------------------ | --- | --- | ---- | --- | --- | --- | --- | --- | --- | --- | --- | --- | --- | ---- | ---- | ---- | ---- | ---- | ---- | ---- | ---- | ---- | ---- | --- | ---- | ---- |
| The Way We Were                                  | 903 | -   | 1005 | 733 | 913 | 859 | 964 | 806 | 442 | 688 | 790 | 837 | 983 | 1126 | 1104 | 1170 | 1432 | 1518 | 1280 | 1572 | 1900 | 1782 | 1949 | -   | 1969 | 1856 |

1. ↑  Een '-' betekent dat het nummer niet was genoteerd en een vetgedrukt getal geeft de hoogste notering aan.